# Taldykorgan
Taldykorgan (kazašsky Талдықорған) je město na jihovýchodě Kazachstánu v regionu zvaném Sedmiříčí. Je to hlavní město Almatské oblasti. V roce 2013 mělo 129 960 obyvatel. Protéká jím řeka Karatal.

## Dějiny
V roce 1868 byl kočovný zimní tábor Taldykorgan oficiálně přejmenován na osadu Gavrilovka, když do něj dorazili ruští osadníci. V roce 1920 se vrátil k původnímu jménu. Po roce 1940 město dále rostlo díky přesunu výrobních závodů za Ural. V roce 1944 získal status města a stal se centrem Taldykorganské oblasti. Po roce 1990 nastala ve městě stagnace doprovázená poklesem počtu obyvatel. Mnoho lidí se odstěhoval především do Almaty, ale mnozí také do zahraničí. Taldykorganská oblast se stala administrativně součástí Almatské oblasti. V roce 2001 bylo hlavní město Almatské oblasti přesunuto z Almaty do Taldykorganu, což vedlo k oživení a návratu přibližně 20 000 obyvatel.